# Batalla de Cerro Gordo
La batalla de Cerro Gordo fue el enfrentamiento librado el 18 de abril de 1847 por los ejércitos de México y de los Estados Unidos durante la Intervención estadounidense en México.

## Antecedentes
Los Estados Unidos decidieron abrir un frente oriental vía Veracruz-México y como primera fase sus fuerzas navales y terrestres bombardearon y capturaron el casi indefenso puerto de Veracruz que capituló el 27 de marzo de 1847. Inmediatamente, el General Winfield Scott, al mando de este frente, avanzó hacia el interior, teniendo como objetivo final la Ciudad de México.
El 18 de abril de 1847 el ejército norteamericano se enfrentó a las fuerzas mexicanas en el lugar llamado Cerro Gordo, a unos 35 kilómetros de Xalapa. Ahí en los cerros El Telégrafo (Cerro Gordo) y La Atalaya, que dominaban la villa, se fortificó Santa Anna.
El teniente coronel de ingenieros Manuel Robles fue encargado por el General Valentín Canalizo de hacer un reconocimiento en Cerro Gordo y manifestó que las encontraba ventajosas para molestar al ejército invasor mediante guerrillas a su tránsito para Xalapa pero no como el punto más viable para comprometer la totalidad del ejército, su opinión la fundaba principalmente en que el camino podría ser cortado por el enemigo a retaguardia de la posición, la imposibilidad de maniobrar con la caballería, el poco efecto de la artillería por lo accidentado y boscoso del terreno que protegería a la infantería enemiga en caso de ataque, la falta de agua y por último, lo difícil que sería salvar la artillería en caso de derrota. En su lugar, recomendaba que donde debía presentarse la batalla era en Corral Falso, posición favorable a las maniobras de la numéricamente superior caballería mexicana, además de que Scott sería incapaz de esconder los movimientos de sus tropas, que podrían ser atacadas fácilmente con la artillería de largo alcance. A pesar de estas opiniones, que lamentablemente probarían ser ciertas, el general Canalizo, por orden expresa del general Santa Anna, dispuso que el teniente coronel Robles comenzase la fortificación de Cerro Gordo.
En una proclama expedida el 29 de marzo se adjudicó el mando del ejército de Oriente al general Valentín Canalizo. El ejército de Oriente estaba compuesto de la división del mismo nombre al que se le había incorporado la brigada de Rangel, la división formada por los restos del ejército del Norte, la brigada Pinzón, Guardias Nacionales de Coatepec y Xalapa, el grueso de la caballería que más tarde constituyó la división especial de Canalizo, y a lo último la Brigada Arteaga, compuesta esta última de los batallones activos y de Guardia Nacional de Puebla con un total de 1000 hombres. Con estos cuerpos excepto la mencionada brigada Arteaga y que no llegó sino en los momentos finales de la batalla del 18 de abril, no tomando parte ya en ella, estableció Santa Anna su campamento en Cerro Gordo.

## Preparativos

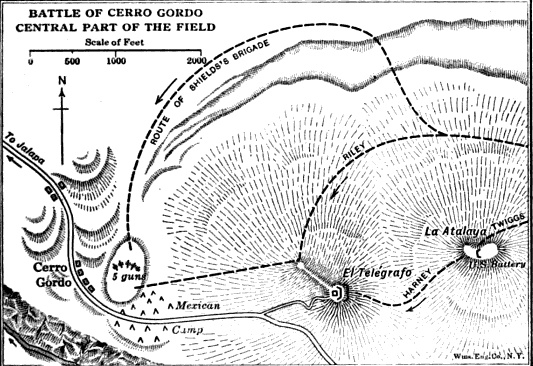
Área principal del campo de batalla. (Justin H. Smith's The War with México).

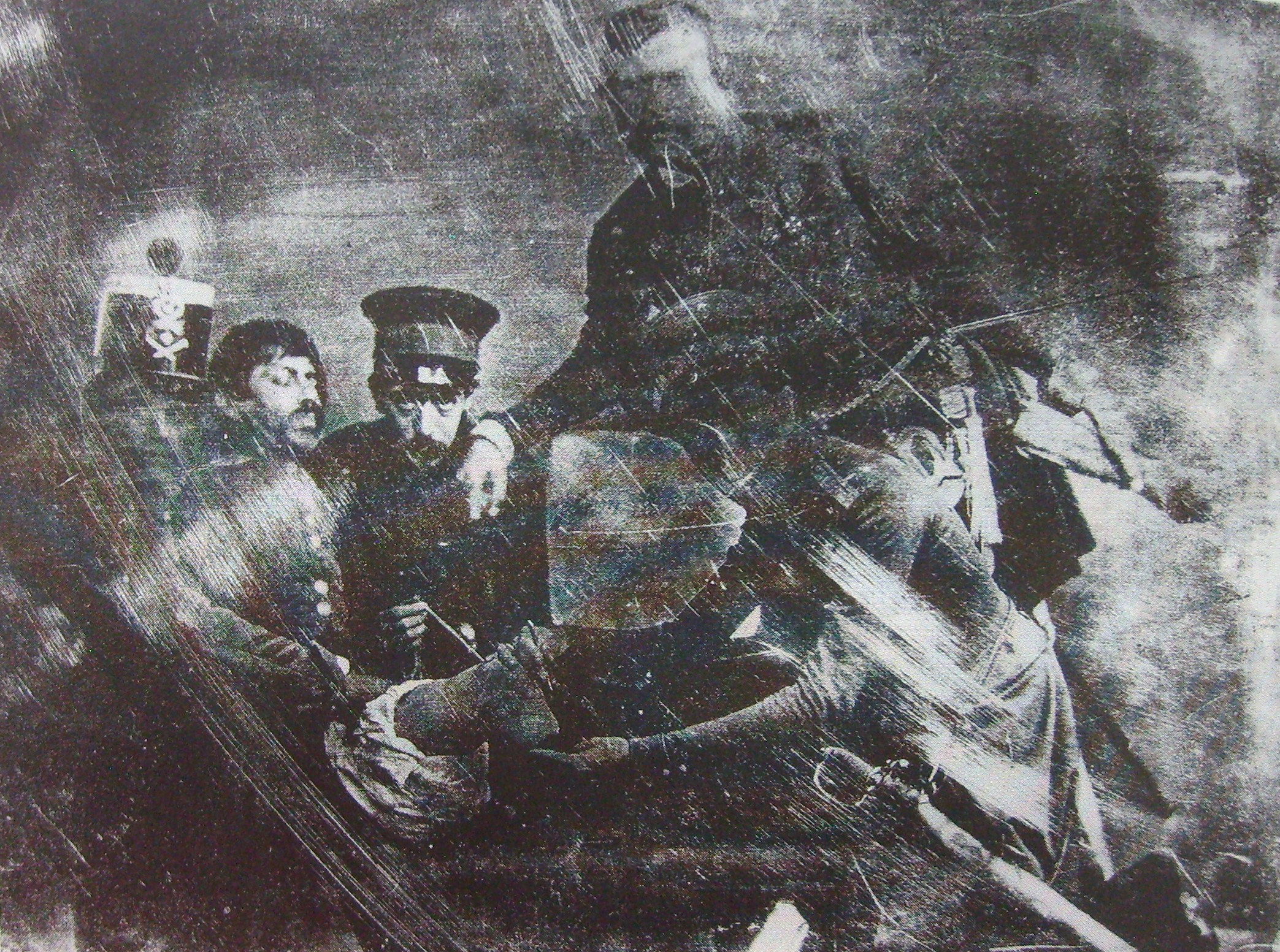
Daguerrotipo que muestra al médico belga Pedro (castellanizado de Pierre) Vander Linden realizando una amputación. Se trata de uno de los primeros daguerrotipos tomados en una guerra.

Desde el 11 de abril una avanzada estadounidense comandada por Twiggs persiguió una tropa de lanceros mexicanos y pronto se dieron cuenta de que el ejército mexicano estaba ocupando las colinas cercanas. Twiggs esperaba la llegada de refuerzos dirigidos por el general de división Robert Patterson, que marcharían al día siguiente.
Aunque Patterson era de un rango superior, estaba enfermo, por lo que permitió a Twiggs que planeara él mismo el ataque. Con esta intención envió a WHT Brooks y a PGT Beauregard a explorar el terreno; éstos sobornaron con 50 mil dólares a lugareños, que aunque se resistieron, los encañonaron y los lugareños no tuvieron más opción que mostrar un pequeño camino desde donde se podía flanquear la posición mexicana y apoderarse de "La Atalaya", un cerro desde donde se dominaba toda la posición.
Beauregard informó sus hallazgos a Twiggs. A pesar de esta información, Twiggs decidió preparar un ataque frontal contra las tres baterías mexicanas en los acantilados, utilizando la brigada del general GJ Pillow. Preocupado por las altas bajas que provocaría esa medida y el hecho de que el grueso del ejército no había llegado, Beauregard expresó sus opiniones a Patterson. Como resultado de su conversación, Patterson asumió de nuevo el mando (a pesar de su enfermedad) en la noche del 13 de abril y ordenó posponer el asalto del día siguiente. El 14 de abril, Scott llegó a Plan del Río con las tropas adicionales y se hizo cargo de las operaciones.

## La batalla
Tras evaluar la situación, Scott decidió enviar el grueso del ejército alrededor del flanco mexicano, mientras dirigía un ataque en contra de las alturas. Como Beauregard había enfermado, la exploración adicional de la ruta de flanqueo fue dirigida por el capitán Robert E. Lee. Confirmando la viabilidad de utilizar el camino, Lee exploró más lejos y casi fue capturado. Informado de sus hallazgos, Scott envió equipos de ingenieros para ampliar la ruta que fue apodada "el sendero" ("the trail"). Preparado para avanzar, el 17 de abril dirigió la división de Twiggs, compuesta por brigadas dirigidas por los coroneles William Harney y Bennet Riley, para moverse sobre el sendero y ocupar La Atalaya. Al llegar a la colina, deberían acampar y estar listos para atacar a la mañana siguiente. Para apoyar el esfuerzo, Scott unió la brigada del general James Shields al comando de Twiggs.
Avanzando hacia La Atalaya, las tropas de Twiggs fueron atacadas por mexicanos de Cerro Gordo. En su contraataque, parte de las tropas de Twiggs avanzó demasiado lejos y recibió intenso fuego de las principales líneas mexicanas, antes de retroceder. Durante la noche, Scott emitió órdenes para que Twiggs se abriera camino hacia el oeste a través de bosques densos y cortara la Carretera Nacional en la retaguardia mexicana. Esto sería apoyado por un ataque contra las baterías por Pillow. Arrastrando un cañón de 24 libras a la cima de la colina durante la noche, los hombres de Harney renovaron la batalla en la mañana del 18 de abril y asaltaron las posiciones mexicanas en Cerro Gordo. Superando las trincheras enemigas, obligaron a los mexicanos a huir de las alturas.
Hacia el este, Pillow comenzó a moverse contra las baterías. Aunque Beauregard había recomendado una demostración sencilla, Scott ordenó a Pillow atacar una vez que escuchó los disparos de la acción de Twiggs contra Cerro Gordo. Protestando su misión, Pillow pronto empeoró la situación discutiendo con el Teniente Zealous Tower quien había explorado la ruta de aproximación. Insistiendo en un camino diferente, Pillow expuso su comando al fuego de artillería durante gran parte de la marcha hasta el punto de ataque. Con sus tropas recibiendo una paliza, comenzó a reprender a sus comandantes de regimiento antes de abandonar el campo con una pequeña herida en el brazo. Habiendo fracasado en muchos niveles, la ineficacia del ataque de Pillow tuvo poca influencia en la batalla ya que Twiggs había logrado superar la posición mexicana.
Distraído por la batalla por el cerro de El Telégrafo (el ahora llamado Cerro Gordo), Twiggs sólo envió a la brigada de Shields para cortar la Carretera Nacional al oeste, mientras que los hombres de Riley se movían alrededor del lado oeste de Cerro Gordo. Marchando a través de bosques espesos y tierra sin explorar, los hombres de Shields surgieron de los árboles en el momento en que Cerro Gordo estaba cediendo ante Harney. Poseyendo sólo 300 voluntarios, Shields fue rechazado por 2,000 de caballería mexicana y cinco cañones. A pesar de esto, la llegada de tropas estadounidenses en la retaguardia mexicana generó un pánico entre los hombres de Santa Anna. Un ataque de la brigada de Riley a la izquierda de Shields reforzó este temor y llevó a un colapso de la posición mexicana cerca del pueblo de Cerro Gordo. Aunque obligados a retroceder, los hombres de Shields sostuvieron el control sobre el camino y complicaron el retiro mexicano.

### Apuntes para la Historia
En los "Apuntes para la historia de la guerra entre México y los Estados Unidos" se describe la sangrienta derrota:

«Al amanecer del día 18, el estruendo del cañón enemigo resonó en aquellos campos como anuncio solamente de la batalla... El enemigo arrojaba sin cesar granadas, cohetes y toda clase de proyectiles que caían sobre el cerro, sobre el camino y aún más allá de nuestro campo...

Sobre la cumbre del cerro, se veía entonces, en medio de una columna de humo denso, una multitud de americanos, circundados de la rojiza luz de sus fuegos dirigidos sobre la enorme masa de hombres que se precipitaba por la pendiente, cubriéndola como de una capa blanca por el color de sus vestidos. Era aquel horrible espectáculo, como la erupción violenta de un volcán, arrojando lava y cenizas de su seno y derramándolas sobre su superficie. Entre el humo y el fuego sobre la faja azul que formaban los americanos alrededor de la cima del Telégrafo, flameaba aún nuestro pabellón abandonado. Pero bien pronto en la misma asta, por la parte opuesta, se elevó el pabellón de las estrellas, y por un instante flotaron entre ambos confundidos, cayendo por fin el nuestro desprendido con violencia entre la algazara y el estruendo de las armas de los vencedores, y los ayes lastimeros y la grita confusa de los vencidos. Eran los tres cuartos para las diez de la mañana...
El general Santa Anna, acompañado de algunos de sus ayudantes, se dirigía por el camino a la izquierda de la batería cuando saliendo ya del bosque la columna enemiga le impidió absolutamente el paso con una descarga que le obligó a retroceder. El coche del mismo general, que salía para Jalapa, fue acribillado a balazos, muertas las mulas, y hecho presa del enemigo, así como un carro en el que había diez y seis mil pesos recibidos el día anterior, para el socorro de las tropas...

  ¡Cerro Gordo se había perdido!... ¡México quedaba abierto a la iniquidad del invasor!»

### Consecuencias
Finalmente la batalla de Cerro Gordo, ocurrida el 17 y 18 de abril, fue ganada por los estadounidenses, quienes escalaron los cerros y lograron rodear el flanco izquierdo de los mexicanos, los que a su vez se retiraron en total desorden por el camino a Xalapa

La brigada Arteaga, y los restos de la reserva de infantería y de los cuerpos de la misma arma que se retiraron del cerro de El Telégrafo, pudieron seguir defendiendo la guarnición pero la pérdida del punto principal de la defensa causó la desmoralización y el terror de las tropas, haciendo huir a los que ni aún se habían batido como el caso de ésta que llegó tarde, e impidiendo a los jefes contener el desorden. 
Por el camino de Xalapa se retiraron la división de caballería de Canalizo y la referida brigada, desorganizada y disuelta siendo perseguida empeñosamente por destacamentos de las divisiones de Twiggs y de la brigada de Shields, fracciones del regimiento de Nueva York, y 3º y 4º de Illinois, causándole más o menos destrozo.
Fue también en una escaramuza de esta acción persecutoria en la que el general norteamericano Shields fue igualmente herido de cierta gravedad.
A Xalapa llegaron los heridos como dice una crónica de la época: 

«A inmediaciones de los hospitales el ruido estridente y casi continuo de la sierra, los gritos de los amputados a quienes no se aplicaba todavía el cloroformo y la vista de los haces de piernas y brazos sacados para su cremación o enterramiento, aterrorizaban a los vecinos, quienes para dar variedad a sus emociones, tenían el espectáculo de las comitivas fúnebres en que, tras un sencillo ataúd de pino pintado de negro y llevado en hombros, marchaban silenciosos y cabizbajos oficiales o soldados al compás de una sinfonía de pitos, que es lo más triste que he oído...»

Vista la incapacidad del ejército mexicano para detener a los invasores, el gobierno del general Anaya autorizó la formación de guerrillas, cuya misión era hostilizar al enemigo, en especial en el camino de Veracruz a Puebla. Se integraron del diezmado ejército de Oriente y de rancheros de la región. No obstante, estas guerrillas lograron interrumpir el avance y ocasionaron pérdidas a los norteamericanos de miles de hombres, además de medios de transporte, carros y mulas, así como convoyes con ropa y víveres.
Esta batalla ha sido llamada por los estadounidenses "batalla de las Termópilas" porque el uso del terreno y de traidores fue similar a la maniobra que los persas utilizaron para derrotar finalmente a los griegos. Sin embargo, los números difieren de esta aseveración, ya que las bajas estadounidenses fueron moderadas, mientras las bajas mexicanas fueron más numerosas. Scott avanzó posteriormente sobre Puebla, a 120 kilómetros de Ciudad de México, de la que se posesionó sin disparar un solo tiro el 15 de mayo de 1847.
Después de la desastrosa batalla, muchos sectores políticos comenzaron a ejercer presión para conseguir una paz a toda costa, por lo que personajes como Melchor Ocampo propugnaban por el uso de un sistema de guerrillas:

Honorable Congreso. Hay un temor que contrista todos los ánimos, que lentamente corroe y destruye todo entusiasmo, que produce el peor de los estados en que pueden hallarse los pueblos o los individuos: el de la incertidumbre: y el origen de tan grave mal es el vago rumor, porque no quiero decir funesto presentimiento, de que hay en México una porción infame de la sociedad que piensa hacer a todo trance la paz con Norteamérica, por no perder las materiales ventajas que esta paz produce; por no hacer en obsequio del honor nacional y de la dignidad humana, tan vilmente hollados en nosotros, el insignificante sacrificio de cambiar por unos cuantos meses el régimen de vida; por ceder al pueril e inconcebible susto que le ha inspirado la noticia de armas de algún poder. Un inexplicable sentimiento de vergüenza, de indignación y despecho, impide hoy al Ejecutivo del Estado a depositar en el seno de la representación michoacana sus dudas y temores; dudas, no de lo que debe hacer; temores, no de lo que debe arrostrar, sino de la funesta influencia que sobre los espíritus tímidos, sobre las almas pacatas, sobre los hombres comodines, puede ejercer el infame rumor que esparcen el miedo de algunos y la casi universal corrupción.

Hay quienes quieran hacer la paz; ¿y saben estos insensatos lo que hoy sería la paz para la República? Hay quienes quisieran hacer la paz. Y quienes tal pretenden, ¿se han formulado siquiera las consecuencias de semejante infamia? Hay quienes quieran hacer la paz; ¿y se ignora acaso o se aparenta ignorar, que éste sería el último medio a que podía acudirse como conveniencia pública, cuando hubiésemos llegado al último punto de la desesperación? Si hoy que sólo hemos perdido algunas ciudades, algunas ridículas batallas; si hoy que todavía no hemos ensayado el único sistema que pudiera sernos provechoso, el de las guerrillas, y aún nos queda mucho que emprender; si hoy que el enemigo no hace más que amagar a la capital de la República, ya se piensa en pedirle una paz oprobiosa, ¿qué se dejaría para cuando verdaderamente hubiésemos padecido por la guerra; para cuando hubiésemos hecho todo aquello de que somos capaces Y viésemos que resultaban inútiles nuestros esfuerzos? En nombre de Dios y de cuanto hay de santo, que cada uno ponga la mano en su conciencia, y que en un momento en que callen sus pasiones se pregunte imparcialmente: ¿he hecho yo cuanto estaba en mi arbitrio para corresponder a la sagrada obligación social de defender esta patria a la que debo cuanto soy civilmente? Y cuando la conciencia le diga, como infaliblemente debe decimos a todos, que bien poco o nada se ha hecho, ¿habrá resolución para tratar de paz? ¿Será posible un tal desentendimiento de todos los deberes sociales, una tal abnegación sobre todo lo que es grande y generoso, una tal renuncia de todo lo que honra a los pueblos? ¿Podrán los rastreros y mezquinos intereses de conservar en pie cuatro adobes, algunas cabezas de ganado o algunos puñados de semillas, anteponerse al fallo inexorable de la historia? ¿Qué hemos hecho? ¿Qué podíamos hacer todavía? Esto era lo que debía discutirse, y no entregarse maniatados, como tímidas y estúpidas ovejas, a la insultante rapacidad de nuestros enemigos.
Morelia, Abril 29 de 1847. Melchor Ocampo.

## Bajas de combate mexicanas
El general Ciriaco Vázquez (murió en combate en el “Telégrafo”).

## Homenaje a los defensores mexicanos
El 18 de abril de 2017, en la Plaza del Cañón de la población de Cerro Gordo, se conmemoró el 170 aniversario de la batalla.